# Elizabeth Gertrude Britton

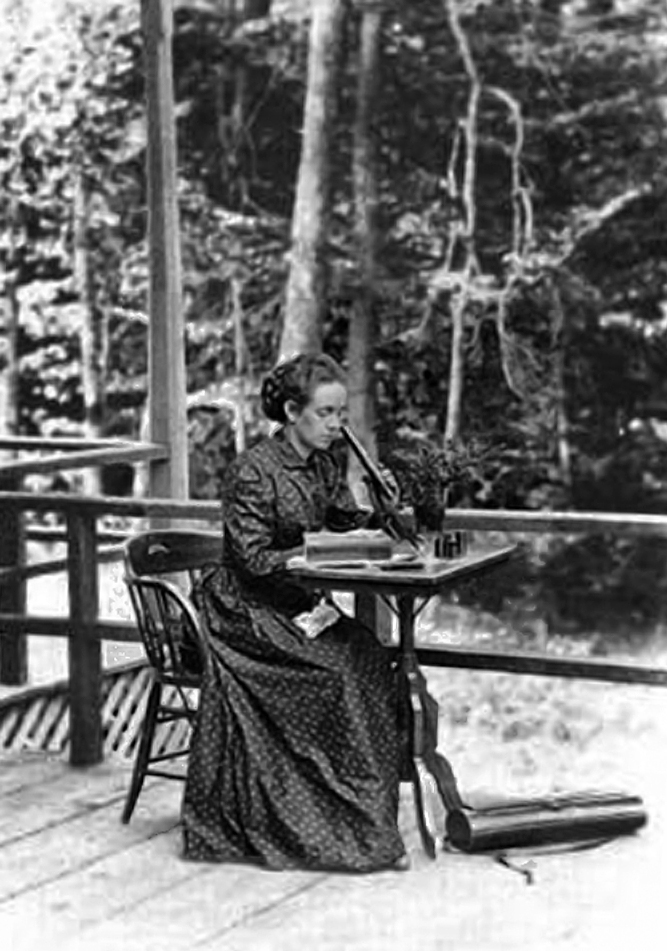
Elizabeth Gertrude Britton (1886)

Elizabeth Gertrude Britton (geb. Knight) (* 9. Januar 1858 in New York City; † 25. Februar 1934 in Bronx) war eine US-amerikanische Botanikerin, Bryologin und Lehrerin.  Sie und ihr Ehemann, Nathaniel Lord Britton, spielten eine bedeutende Rolle bei der Mittelbeschaffung und Gründung des New York Botanical Gardens.  Sie war Mitbegründerin des Vorläufers der American Bryological and Lichenological Society und war eine Aktivistin für den Schutz von Wildblumen und regte Aktivitäten lokaler Ortsgruppen und die Verabschiedung von Gesetzen an.  Elizabeth Britton leistete wichtige Beiträge zur Literatur über Moose und veröffentlichte 170 Arbeiten auf diesem Gebiet.
Um Elizabeth Gertrude Britton als Person bzw. als Autorin bei der Zitierung eines botanischen Namens anzugeben, wird das Standard-Autorenkürzel „E.Britton“ verwendet.

## Herkunft und Jugend
Elizabeth Gertrude Knight wurde am 9. Januar 1858 in New York City als eine von fünf Töchtern von James Knight und Sophie Anne (geborene Compton) geboren.
Ihre Familie betrieb eine Möbelfabrik und eine Zuckerplantage in Kuba in der Nähe von Matanzas, wo sie einen Großteil ihrer Kindheit verbrachte. In ihrer späteren Kindheit besuchte sie eine Privatschule in New York; anschließend besuchte sie das Normal College (später Hunter College) und machte dort 1875, im Alter von nur siebzehn Jahren, ihren Abschluss. Am 27. August 1885 heiratete sie Nathaniel Lord Britton, einen Assistenten für Geologie am Columbia College, der ihr wachsendes Interesse an der Botanik teilte.

## Karriere

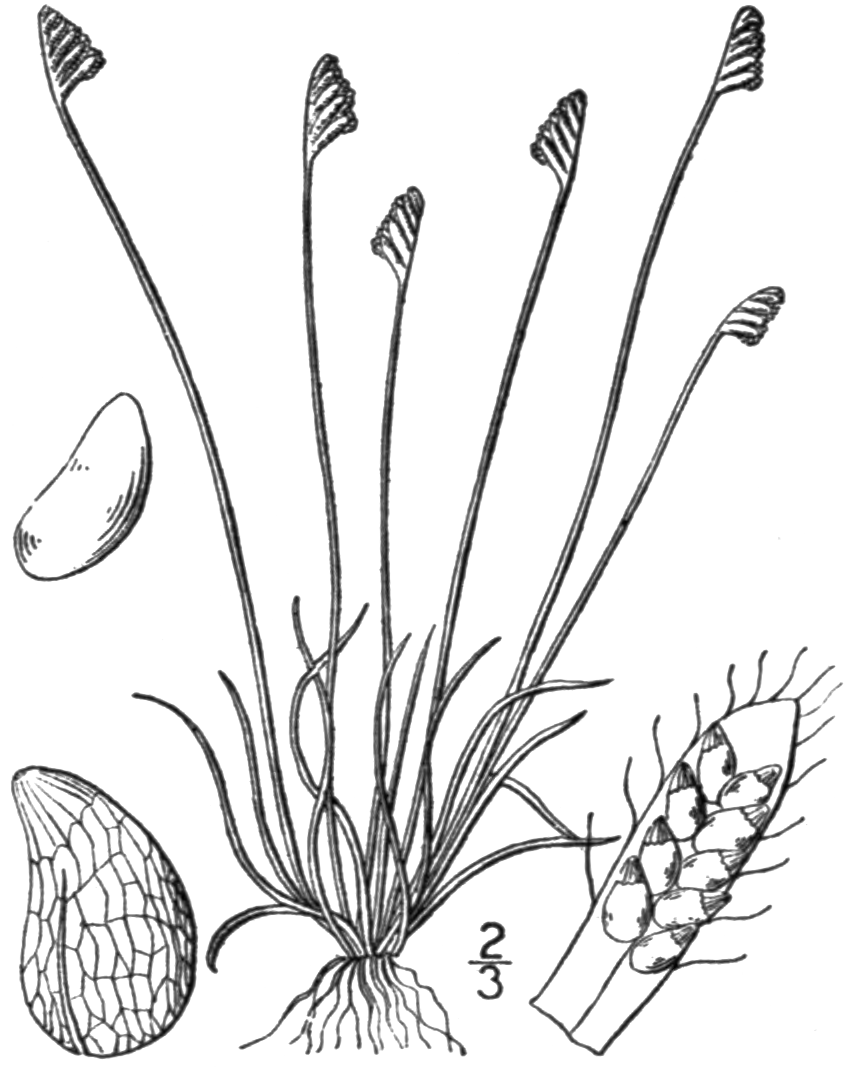
Darstellung von Schizaea pusilla aus der zweiten Ausgabe An Illustrated Flora of the Northern United States, Canada and the British Possessions ihres Ehemannes Nathaniel Lord Britton & Addison Brown (New York, 1913)

Nach ihrem Abschluss 1875 arbeitete sie am Normal College als Kritik-Lehrerin. 1879 trat sie dem Torrey Botanical Club bei, und 1881 veröffentlichte sie ihren ersten wissenschaftlichen Aufsatz im Bulletin dieser Organisation, in dem sie über Beobachtungen von unerwarteten weißen Blüten bei zwei Pflanzenarten berichtete. In Nova Scotia beobachtete sie auch das Vorkommen des Knaulgrasfarns Schizaea pusilla.
1883 wurde sie zur Tutorin für Naturwissenschaften ernannt. Zu dieser Zeit begann sie sich auf Bryologie zu spezialisieren und ihre erste Arbeit über Moose erschien. Sie sammelte fruchtbare Exemplare von Eustichium norvegicum in Wisconsin und verfasste die erste Beschreibung seiner Früchte; die seit 1827 bekannte Pflanze war bis dahin nur in sterilem Zustand bekannt.
Nach ihrer Heirat im Jahr 1885 gab Elizabeth Britton ihren Lehrauftrag am Normal College auf und übernahm inoffiziell und unbezahlt die Leitung der Moossammlungen an der Columbia University.  Von 1886 bis 1888 war sie Herausgeberin des Bulletin of the Torrey Botanical Club.
1889 veröffentlichte sie in dieser Zeitschrift den ersten Teil einer elfteiligen Serie von Artikeln mit dem Titel Contributions to American Bryology. Ihr Katalog der Moose von West Virginia erschien 1892, und der erste von acht Artikeln mit dem Titel How to Study the Mosses für eine populäre Zeitschrift wurde 1894 veröffentlicht. Diese Arbeiten „reichten aus, um Frau Britton die Führung auf dem Gebiet der Bryologie in Amerika zu übertragen“. Sie bewies auch außerhalb des Labors ihre Fähigkeiten und arbeitete mit ihrem Mann zusammen, um das Moos-Herbarium von August Jaeger (1842–1877) aus der Schweiz für Kolumbien zu erwerben; Elizabeth überredete wohlhabende Freunde, die notwendigen 6.000 Dollar beizusteuern.
Elizabeth Britton war zusammen mit ihrem Ehemann eines der Mitglieder des Torrey Botanical Club, die die Gründung des New York Botanical Garden (NYBG) anregten. Der Geschichte nach war das Paar 1888 nach England gereist, wo ihr Ehemann Nathaniel in den Royal Botanic Gardens, Kew forschte, um die bolivianischen botanischen Sammlungen von Henry Hurd Rusby (1855–1940) zu klassifizieren, ein Geschenk an die Columbia University; Elizabeth arbeitete unterdessen an der Linnean Society of London an Moosen. Inspiriert von der Qualität und Quantität des Herbariums, der Bibliothek und der Gärten von Kew, machte sich das Ehepaar daran, in New York eine Einrichtung von vergleichbarem Format zu schaffen. Im Oktober 1888 fand eine Clubversammlung statt; reiche und prominente Bürger wurden als Gründungsmitglieder gewonnen und der Botanische Garten wurde 1891 basierend auf einem Gesetz der staatlichen Legislative des Staten Island Institute of Arts & Sciences gegründet. Elizabeth war eine der treibenden Kräfte bei den Bemühungen, in den 1890er Jahren Gelder für die Organisation zu sammeln. Nathaniel wurde 1896 zum ersten Direktor des Botanischen Gartens ernannt; Elizabeth schloss sich ihm als ehrenamtliche Mitarbeiterin an. Ihrem Interesse ist es zu verdanken, dass die Sammlung von Lebermoosen und Moosen 1906 von William Mitten (1819–1906) für den New York Botanical Garden erworben wurde. In Anerkennung ihrer Verdienste wurde Britton 1912 zur Ehrenkuratorin der Moose ernannt, ein Amt, das sie bis zu ihrem Tod innehatte. 1888 zählte sie die Farne in der Rusby-Sammlung auf. Nach umfangreichen Recherchen, Vergleichen mit den Exemplaren in Kew und andernorts sowie Beratungen mit weiteren Bryologen veröffentlichte sie 1896 ihre Aufzählung der Rusby-Moose.
Britton reiste zu verschiedenen Orten auf dem amerikanischen Festland, um botanische Exemplare zu sammeln. Sie suchte u. a. die Great Dismal Swamps, die Adirondack Mountains und die Berge von North Carolina auf. Sie begleitete Nathaniel auf 23 der 25 Reisen, die er zu den Inseln der Karibik und den Westindischen Inseln unternahm.  Unter ihrem eigenen Namen veröffentlichte sie 1913/15 ihre Erkenntnisse im Bulletin.  Elizabeth schrieb die Kapitel über Moose für Nathaniels Flora of Bermuda und The Bahama Flora.
Elizabeth arbeitete mit Organisationen zusammen, um die Erforschung von Moosen, insbesondere durch Wissenschaftlerinnen, zu fördern. Sie führte 1897 den Vorsitz der Abteilung Bryophyta des National Science Club (NWSC) für Frauen.
Im Rahmen ihrer inoffiziellen Tätigkeit an der Columbia University fungierte Britton als Beraterin von Doktoranden, darunter James Franklin Collins und Abel Joel Grout (1867–1947).
Gemeinsam gründeten Grout und Britton 1898 das Sullivant Moss Chapter der Agassiz Association, welches 1908 als die Sullivant Moss Society (und nach 1949 als American Bryological and Lichenological Society) bekannt wurde. Obwohl sich die Beziehungen zwischen den beiden Forschern später abkühlten, engagierte sich Britton weiterhin in der Gesellschaft, verfasste Artikel für die Zeitschrift The Bryologist und war von 1916 bis 1919 ihr Präsident.
Elizabeth Britton beschäftigte sich auch mit anderen Pflanzen als Moosen. 1897 veröffentlichte sie A Revision of the North American Species of Ophioglossum, die Natternzungenfarne.
Zusammen mit Delia West Marble sammelte sie 1906 das Typusexemplar von Thelypteris brittonae (Slosson ex Maxon) Alain, einer Sumpffarnart. Britton sammelte auch das Typusexemplar für die Orchidee mit dem Namen Britton's shadow witch (Ponthieva brittoniae Ames).
Im ersten Jahrzehnt des 20. Jahrhunderts begann Britton, sich für die Erhaltung von Wildblumen einzusetzen. Eine Schenkung von 3.000 Dollar durch Olivia Stokes und Caroline Phelps Stokes an den New York Botanical Garden (NYBG) gab den Anstoß zur Gründung der Wild Flower Preservation Society of America (deutsch Gesellschaft zur Erhaltung von Wildblumen in Amerika). Die erste Sitzung fand am 23. April 1902 statt; Frederick Vernon Coville wurde zum Präsidenten, Charles Louis Pollard (1872–1945) zum Sekretär und Britton zum Mitglied des Vorstands gewählt. Weitere Mitglieder des Vorstands waren Charles Edwin Bessey, Liberty Hyde Bailey, William Trelease, Charles Frederick Millspaugh (1854–1923) und Alice Eastwood. Britton fungierte später als Sekretär und Schatzmeister der Organisation. Die Gesellschaft gründete zahlreiche Ortsvereine und wurde 1915 im Staat New York gegründet und 1925 unter dem Namen Wild Flower Preservation Society mit Percy L. Ricker an der Spitze reorganisiert. Britton setzte sich fast 35 Jahre lang durch Veröffentlichungen, Vorträge und Korrespondenz für die Sache ein. Ihre Bemühungen führten zur Verabschiedung von Gesetzen in verschiedenen Bundesstaaten sowie zu lokalen Naturschutzaktivitäten in Gartenclubs und öffentlichen Schulen. Sie veröffentlichte vierzehn Artikel im NYBG's Journal unter dem Titel Wild Plants Needing Protection.
1925 führte Britton als Vorsitzende des Naturschutzausschusses der Federated Garden Clubs of New York State erfolgreich eine Boykottkampagne gegen die gängige Praxis, wilde amerikanische Stechpalmen für die Verwendung als Weihnachtsdekoration zu ernten; als Ersatz förderte sie die Vermehrung der Pflanze durch Stecklinge für die kommerzielle Nutzung.
Insgesamt veröffentlichte Elizabeth Britton zwischen 1881 und 1930 insgesamt 346 Arbeiten, von denen sich alleine 170 mit Moosen befassten. Sie verfasste Beschreibungen von sechs Moosfamilien für die Flora of America des New Yorker Botanischen Gartens. Marshall Avery Howe (1867–1936) beschrieb Britton als:

„eine Frau von außerordentlicher körperlicher und geistiger Energie, die über einen bemerkenswert schnellen und brillianten Intellekt verfügte. Sie hat in der wissenschaftlichen Literatur bleibende Spuren hinterlassen und ihre zielgerichteten Aktivitäten hatten einen herausragenden Einfluss auf die Erhaltung der einheimischen Flora der Vereinigten Staaten.“

## Anerkennung und Vermächtnis

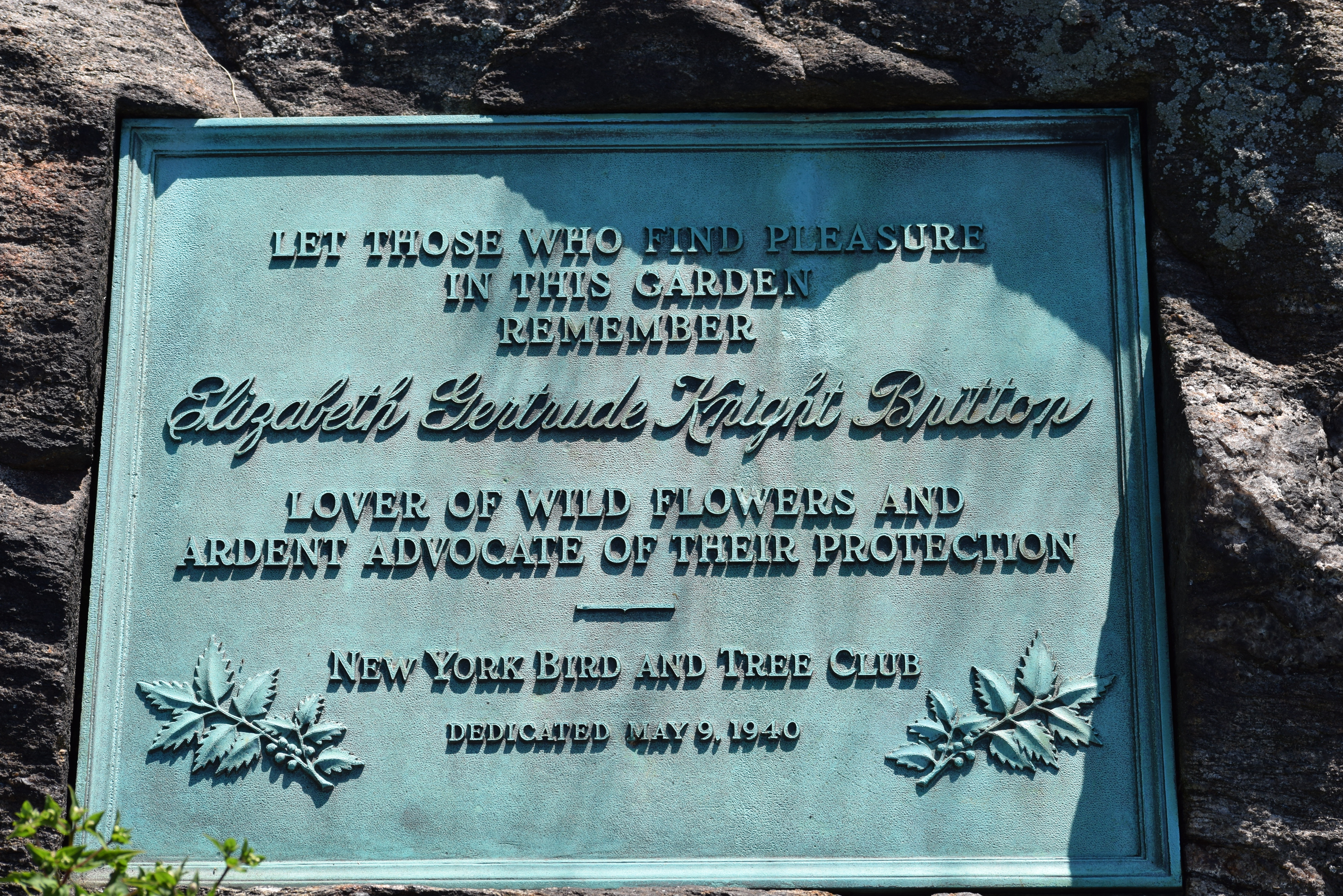
Gedenktafel zu Ehren von Elizabeth Gertrude Knight Britton auf dem Gelände des New York Botanical Garden

1893 war Britton die einzige Frau unter den 25 Wissenschaftlern, die für die Gründungsmitgliedschaft in der Botanical Society of America nominiert wurden. Im Jahr 1905 war sie eine von drei Bryologen, die in den Nomenklatur-Ausschuss berufen wurden, der 1910 auf dem Internationalen Botanischen Kongress (englisch International Botanical Congress, kurz IBC) in Brüssel Bericht erstatten sollte. Im Jahr 1906 war Britton eine von nur neunzehn Frauen, die in der ersten Ausgabe von American Men of Science aufgeführt waren. Ihr Eintrag war mit einem Sternchen versehen: Diese Sternchen-Liste war auf die 1.000 besten Wissenschaftler des Buches beschränkt, die von den Herausgebern bestimmt wurden. Britton wurde in den fünf Ausgaben des Buches, die bis 1933 erschienen, mit einem Sternchen versehen.
Die Moosgattung Bryobrittonia ist nach Elizabeth Britton benannt, ebenso wie fünfzehn Pflanzenarten und eine Tierart.
Mount Britton, ein Doppelgipfel im El Yunque National Forest in Puerto Rico, ehrt Elizabeth und ihren Ehemann Nathaniel.
Im Jahr 1940 wurde im neuen Wildblumengarten des New Yorker Botanischen Gartens eine Gedenktafel zu Ehren von Elizabeth Britton angebracht. Sie wurde vom New York Bird and Tree Club gestiftet und ist auf einem zehn Tonnen schweren Felsblock aus Bronx-Schiefer angebracht. Die Inschrift lautet:
„Let those who find pleasure in this garden remember Elizabeth Gertrude Knight Britton, lover of wildflowers and ardent advocate of their protection.“
(deutsch „Mögen diejenigen, die sich an diesem Garten erfreuen, sich an Elizabeth Gertrude Knight Britton erinnern, Liebhaberin von Wildblumen und glühende Verfechterin ihres Schutzes.“)
Der Garten ist heute als Native Plant Garden und der Felsen als Britton Rock bekannt.

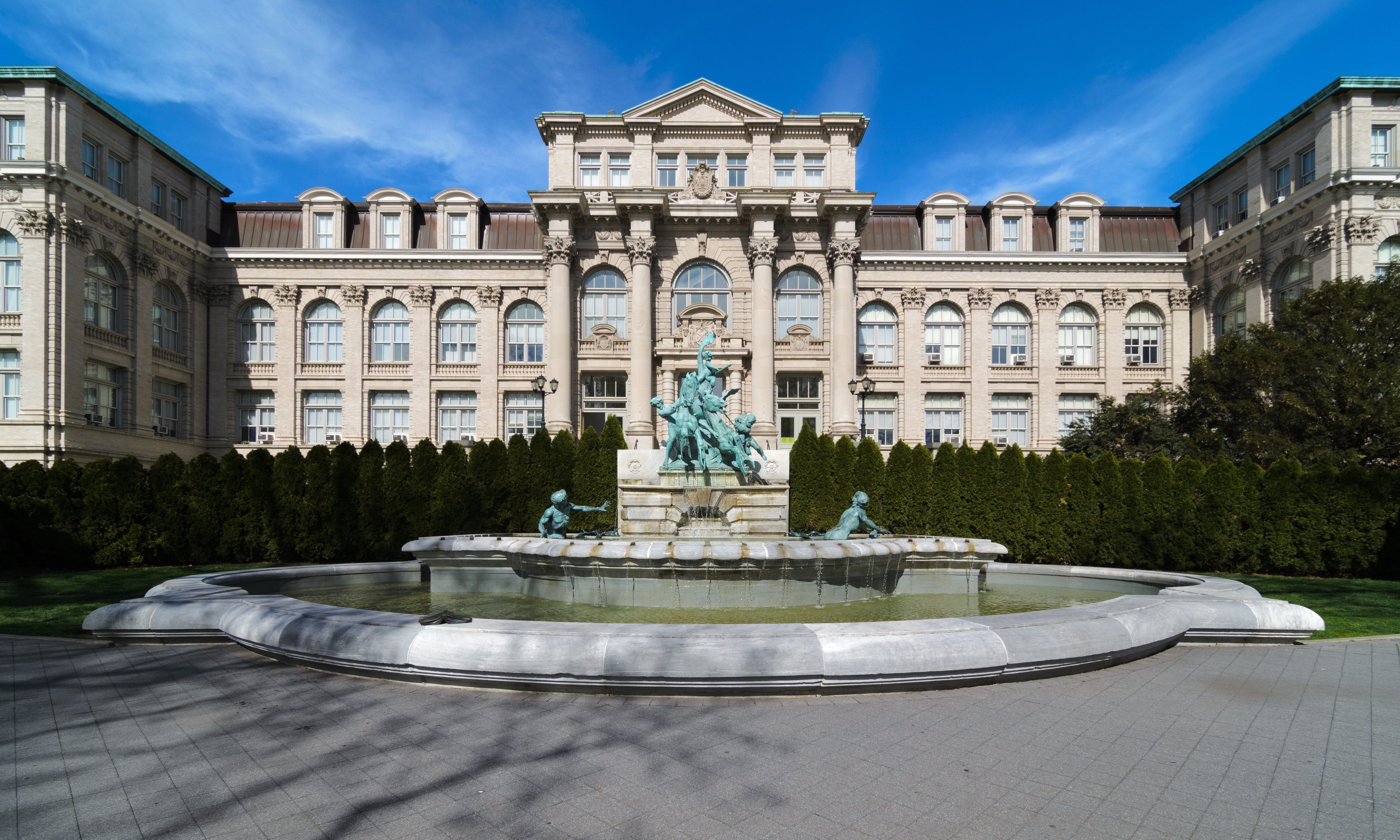
LuEsther T. Mertz Library, New York Botanical Garden, Bronx, New York City

Das Archiv von Elizabeth Gertrude Knight Britton befindet sich heute in der LuEsther T. Mertz Library im New York Botanical Garden (NYBG). Es umfasst sowohl persönliche Unterlagen, wie Manuskripte und veröffentlichte Forschungsarbeiten, als auch Kunstwerke und Fotografien sowie Druckplatten. Das Archiv dokumentiert Brittons Lehrtätigkeit an der Normal School sowie ihre Mitarbeit im Torrey Botanical Club und im NYBG. Ihre Feldnotizbücher befinden sich in der Sammlung New York Botanical Garden Collectors' Field Notebook.
Die Figur der Alma Whittaker in dem 2013 erschienenen Roman The Signature of All Things von Elizabeth Gilbert ist zum Teil Elizabeth Britton nachempfunden.

## Späteres Leben und Tod
Elizabeth Britton starb am 25. Februar 1934 in ihrem Haus in der Decatur Avenue 2965 in der Bronx an den Folgen eines Schlaganfalls; ihr Ehemann Nathaniel überlebte sie um vier Monate. Obwohl sie nominell der Episkopalkirche angehörte, wurde sie auf dem Moravian Cemetery auf Staten Island beigesetzt, wo Nathaniels Vorfahren frühe Siedler gewesen waren und er Grundbesitz hatte.

## Publikationen (Auswahl)

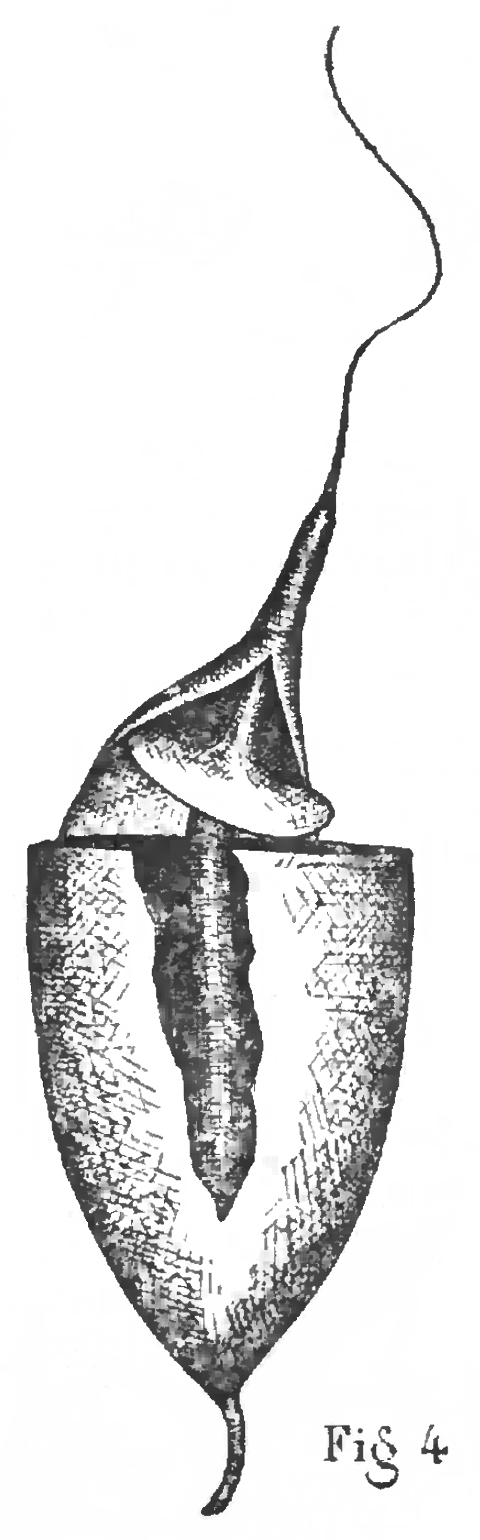
Eustichium norvegicum: Calyptra und Columella durch einen natürlichen Riss in der Kapselwand gesehen.

- Elizabeth G. Britton: On the Fruit of Eustichium norvegicum, Br. Eu. In: Bulletin of the Torrey Botanical Club. Band 10, Nr. 9, September 1883, S. 99–100, doi:10.2307/2477462 (englisch).
- Elizabeth G. Britton: An Enumeration of the Plants Collected by Dr. H. H. Rusby in South America. 1885–1886.–III. Pteridophyta. In: Bulletin of the Torrey Botanical Club. Band 15, Nr. 9, 3. Oktober 1888, S. 247–253, doi:10.2307/2476529 (englisch).
- Elizabeth G. Britton: Contributions to American Bryology.–I. An Enumeration of Mosses Collected by Mr. John B. Leiberg, in Kootenai Co., Idaho. In: Bulletin of the Torrey Botanical Club. Band 16, Nr. 4, 8. April 1889, S. 106–112, doi:10.2307/2476940 (englisch).
- Elizabeth G. Britton: Contributions to American Bryology.–II. A Supplementary Enumeration of the Mosses Collected by Mr. John B. Leiberg in Idaho, with Descriptions of two new Species. In: Bulletin of the Torrey Botanical Club. Band 18, Nr. 2, 12. Februar 1891, S. 49–56, doi:10.2307/2475524 (englisch).
- West Virginia Mosses, Elizabeth G. Britton, Contributions from the Herbarium of Columbia College, Ausgabe 32, 1892 in der Google-Buchsuche-USA
- Elizabeth G. Britton: Contributions to American Bryology, III. Notes on the North American Species of Orthotrichum. In: Bulletin of the Torrey Botanical Club. Band 20, Nr. 10, 20. Oktober 1893, S. 393–405, doi:10.2307/2475738 (englisch).
- Elizabeth G. Britton: Contributions to American Bryology, IV. Notes on the North American Species of Orthotrichum–II. In: Bulletin of the Torrey Botanical Club. Band 21, Nr. 1, 25. Januar 1894, S. 1–15, doi:10.2307/2478029 (englisch).
- Elizabeth G. Britton: Contributions to American Bryology, V. Notes on the North American Species of Weissia (Ulota). In: Bulletin of the Torrey Botanical Club. Band 21, Nr. 2, 20. Februar 1894, S. 65–76, doi:10.2307/2485350 (englisch).
- Elizabeth G. Britton: How to Study the Mosses. I. In: The Observer. Band 5, Nr. 3, März 1894, S. 82–86 (englisch, hathitrust.org [abgerufen am 19. Dezember 2021]).
- Elizabeth G. Britton: How to Study the Mosses. II. In: The Observer. Band 5, Nr. 4, April 1894, S. 114–120 (englisch, hathitrust.org [abgerufen am 19. Dezember 2021]).
- Elizabeth G. Britton: Contributions to American Bryology–VI. I. Western Species of Orthotrichum. Supplementary Notes on the North American Species of Weissia (Ulota). In: Bulletin of the Torrey Botanical Club. Band 21, Nr. 4, 25. April 1894, S. 137–160, doi:10.2307/2996894 (englisch).
- Elizabeth G. Britton: How to Study the Mosses. III. In: The Observer. Band 5, Nr. 5, Mai 1894, S. 151–157 (englisch, hathitrust.org [abgerufen am 19. Dezember 2021]).
- Elizabeth G. Britton: Contributions to American Bryology.–VII. A Revision of the Genus Physcomitrium, with Descriptions of Five New Species. In: Bulletin of the Torrey Botanical Club. Band 21, Nr. 5, 25. Mai 1894, S. 189–208, doi:10.2307/2477962 (englisch).
- Elizabeth G. Britton: How to Study the Mosses, IV. In: The Observer. Band 5, Nr. 6, Juni 1894, S. 180–186 (englisch, hathitrust.org [abgerufen am 19. Dezember 2021]).
- Elizabeth G. Britton: How to Study the Mosses, V. In: The Observer. Band 5, Nr. 7, Juli 1894, S. 215–219 (englisch, hathitrust.org [abgerufen am 19. Dezember 2021]).
- Elizabeth G. Britton: How to Study the Mosses, VI. In: The Observer. Band 5, Nr. 8, August 1894, S. 246–251 (englisch, hathitrust.org [abgerufen am 19. Dezember 2021]).
- Elizabeth G. Britton: Contributions to American Bryology.–VIII. A Revision of the Genus Bruchia, with Descriptions of Types, and One New Species. In: Bulletin of the Torrey Botanical Club. Band 21, Nr. 8, 20. August 1894, S. 343–372, doi:10.2307/2477992 (englisch).
- Elizabeth G. Britton: How to Study the Mosses. VII. In: The Observer. Band 5, Nr. 10, Oktober 1894, S. 306–311 (englisch).
- Elizabeth G. Britton: Contributions to American Bryology.–IX. A Revision of the Genus Scouleria with Description of One New Species. In: Bulletin of the Torrey Botanical Club. Band 22, Nr. 1, 15. Januar 1895, S. 36–43, doi:10.2307/2485404 (englisch).
- Elizabeth G. Britton: How to Study the Mosses. VIII. Band 6, Nr. 2, Februar 1895, S. 17–21 (englisch).
- Elizabeth G. Britton: Contributions to American Bryology–IX. [sic] I. The Systematic Position of Physcomitrella patens. 2. On a Hybrid Growing with Aphanorhegma serrata Sull. 3. On a European Hybrid of Physcomitrella patens. In: Bulletin of the Torrey Botanical Club. Band 22, Nr. 2, 26. Februar 1895, S. 62–68, doi:10.2307/2478381 (englisch).
- Elizabeth G. Britton: Contribution [sic] to American Bryology–XI. 1. Coscinodon raui and Coscinodon renauldi. 2. Dicranella heteromalla and Its Varieties. 3. Notes on the Genus Leersia, Hedw. In: Bulletin of the Torrey Botanical Club. Band 22, Nr. 11, 30. November 1895, S. 447–458, doi:10.2307/2996679 (englisch).
- Elizabeth G. Britton: An Enumeration of the Plants Collected by H. H. Rusby in Bolivia, 1885–1886.–II. Musci. In: Bulletin of the Torrey Botanical Club. Band 23, Nr. 12, 28. Dezember 1896, S. 471–499, doi:10.2307/2477840 (englisch).
- Elizabeth G. Britton: A Revision of the North American Species of Ophioglossum. In: Bulletin of the Torrey Botanical Club. Band 24, Nr. 12, 30. Dezember 1897, S. 545–559, doi:10.2307/2478289 (englisch).
- Elizabeth G. Britton, Julia Titus Emerson: North American Flora. Andreaeaceae. Hrsg.: New York Botanical Garden. Band 15, Nr. 1. New York, NY 1913, S. 35–39 (englisch, biodiversitylibrary.org [abgerufen am 19. Dezember 2021] Neudruck 1961).
- Elizabeth G. Britton: North American Flora. Bruchiaceae. Hrsg.: New York Botanical Garden. Band 15, Nr. 1. New York, NY 1913, S. 47–54 (englisch, biodiversitylibrary.org – Neudruck 1961).
- Elizabeth Gertrude Britton: North American Flora. Ditrichaceae. Hrsg.: New York Botanical Garden. Band 15, Nr. 1. New York, NY 1913, S. 55–67 (englisch, biodiversitylibrary.org – Neudruck 1961).
- Elizabeth Gertrude Britton: North American Flora. Bryoxiphiaceae. Hrsg.: New York Botanical Garden. Band 15, Nr. 1. New York, NY 1913, S. 69–70 (englisch, biodiversitylibrary.org – Neudruck 1961).
- Elizabeth Gertrude Britton: North American Flora. Seligeriaceae. Hrsg.: New York Botanical Garden. Band 15, Nr. 1. New York, NY 1913, S. 71–75 (englisch, biodiversitylibrary.org – Neudruck 1961).
- Elizabeth Gertrude Britton: West Indian Mosses–I. In: Bulletin of the Torrey Botanical Club. Band 40, Nr. 12, Dezember 1913, S. 653–676, doi:10.2307/2479836 (englisch).
- Elizabeth Gertrude Britton: West Indian Mosses–II. Mosses of the Danish West Indies and Virgin Islands. In: Bulletin of the Torrey Botanical Club. Band 42, Nr. 1, Januar 1915, S. 1–8, doi:10.2307/2479419 (englisch).
- Elizabeth Gertrude Britton: Mosses of Bermuda. In: Bulletin of the Torrey Botanical Club. Band 42, Nr. 2, Februar 1915, S. 71–76, doi:10.2307/2479518 (englisch).
- Elizabeth Gertrude Britton: Wild Plants Needing Protection. Hrsg.: New York Botanical Garden. New York, NY 1912 (englisch, biodiversitylibrary.org [abgerufen am 19. Dezember 2021] Nachdruck von 14 Artikeln aus dem Journal of the New York Botanical Garden.).